# 燦光寮
燦光寮，又寫作菜公寮，是新北市雙溪區的一個地名，位於該區東北部，範圍大致為牡丹里北部。

## 歷史
台灣清治末期，燦光寮地區為一街庄，稱為「燦光藔庄」，隸屬於三貂堡。該庄北與南仔吝庄為鄰，東北一小段與草山庄為鄰，東與撈洞庄、雞母嶺庄為鄰，南邊為石笋庄，西邊為武丹坑庄。
1901年（日治明治三十四年）11月，該庄隸屬於基隆廳，編入第八區。1905年（明治三十八年）7月，第八區、第九區合併為「頂雙溪區」。1920年（大正九年），該庄改制並雅化為「燦光寮」大字，隸屬於臺北州基隆郡雙溪庄。
戰後雙溪庄改制為雙溪鄉，隸屬於臺北縣，大字亦改制為村。2010年（民國99年）12月，臺北縣升格為新北市，雙溪鄉改制為雙溪區，村改制為里。

## 名稱由來
燦光寮的地名由來有三說：
1.附近山區芒草開花時，芒花受太陽映照出燦爛光芒。
2.過去曾有男性素食修行者/法師在此搭寮修行，吃素在方言稱為吃菜，故稱為菜公寮，後轉為今地名。
3.清朝時林燦光先生在此搭寮，行醫救人，後人感恩故以此命名。